# 宽莱屈夫里
宽莱屈夫里（法語：Coin-lès-Cuvry，法語發音：[kwɛ̃ lɛ kyvʁi]，意为“屈夫里附近的角”）是法国摩泽尔省的一个市镇，位于该省西南部，属于梅斯区。

## 地理
宽莱屈夫里（49°2'3"N, 6°9'22"E）面积6.65 平方千米，位于法国大東部大區摩泽尔省，该省份为法国东北部内陆省份，是洛林的一部分，西南接默尔特-摩泽尔省，东临下莱茵省，北与卢森堡和德国接壤。
与宽莱屈夫里接壤的市镇（或旧市镇、城区）包括：欧尼、屈夫里、费伊、马略勒、普尔努瓦拉谢蒂沃。

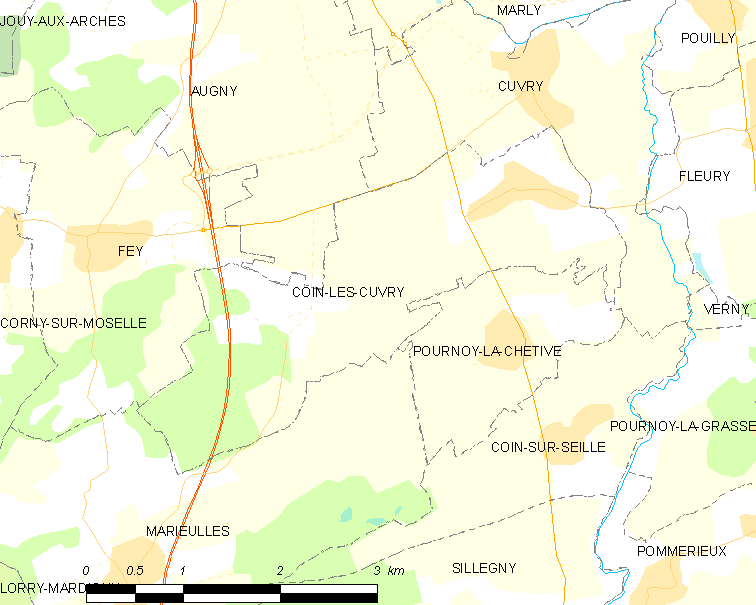
宽莱屈夫里的OSM定位图

宽莱屈夫里的时区为UTC+01:00、UTC+02:00（夏令时）。

## 行政
宽莱屈夫里的邮政编码为57420，INSEE市镇编码为57146。

## 政治
宽莱屈夫里所属的省级选区为摩泽尔山坡县。

## 人口

1962-2008年间宽莱屈夫里人口变化图示

宽莱屈夫里于2022年1月1日时的人口数量为817人。